# Pływanie na Letnich Igrzyskach Olimpijskich 1920 – 200 m stylem klasycznym mężczyzn
200 m stylem klasycznym mężczyzn była jedną z konkurencji w pływackich na Letnich Igrzyskach Olimpijskich 1920. Zawody odbyły się w dniach 26-29 sierpnia. W zawodach uczestniczyło 24 zawodników z 11 państw.

## Rekordy
Rekordy świata i olimpijskie przed rozegraniem konkurencji.
| Rekord świata     | 2:56,6 | Percy Courtman | Garston (GBR)   | 28 lipca 1914 |
| Rekord olimpijski | 3:01,8 | Walter Bathe   | Sztokholm (SWE) | 12 lipca 1912 |

## Wyniki

### Runda 1
Do półfinału awansowało dwóch najszybszych zawodników z każdego biegu i najszybszy z trzeciego miejsca.
Bieg 1
| Miejsce | Zawodnicy     | Czas   | Kwal. |
| ------- | ------------- | ------ | ----- |
| 1       | Jack Howell   | 3:09,8 | Q     |
| 2       | Per Cederblom | 3:12,2 | Q     |
| 3       | Edmond Henry  | 3:18,0 |       |
| 4       | Rex Lassam    |        |       |
| 5       | Sidney Gooday |        |       |

Bieg 2
| Miejsce | Zawodnicy       | Czas   | Kwal. |
| ------- | --------------- | ------ | ----- |
| 1       | Olle Dickson    | 3:16,0 | Q     |
| 2       | Mike McDermott  | 3:16,4 | Q     |
| 3       | Paul Neeckx     | 3:16,6 | q     |
| 4       | Théodore Michel |        |       |
| 5       | Émile Arbogast  |        |       |
| 6       | Ernest Parker   |        |       |

Bieg 3
| Miejsce | Zawodnicy          | Czas   | Kwal. |
| ------- | ------------------ | ------ | ----- |
| 1       | Håkan Malmrot      | 3:04,0 | Q     |
| 2       | Arvo Aaltonen      | 3:11,6 | Q     |
| 3       | Édouard Van Haelen | 3:22,6 |       |
| 4       | Stephen Ruddy      |        |       |
| 5       | Eduard Stibor      |        |       |
| 6       | George Robertson   |        |       |

Bieg 4
| Miejsce | Zawodnicy        | Czas   | Kwal. |
| ------- | ---------------- | ------ | ----- |
| 1       | Thor Henning     | 3:12,8 | Q     |
| 2       | Ivan Stedman     | 3:18,8 | Q     |
| 3       | William Stoney   | 3:20,8 |       |
| 4       | Herbert Taylor   |        |       |
| 5       | Lucien Lebaillif |        |       |
| 6       | Luis Balcells    |        |       |
| 7       | Félicien Courbet |        |       |

### Półfinały
Do finału awansowało dwóch najszybszych zawodników z każdego półfinału i najszybszy z trzeciego miejsca, Z racji tego iż obaj zawodnicy z trzecich miejsc uzyskali taki sam czas, oboje awansowali do finału.
Półfinał 1
| Miejsce | Zawodnicy     | Czas   | Kwal. |
| ------- | ------------- | ------ | ----- |
| 1       | Jack Howell   | 3:10,8 | Q     |
| 2       | Per Cederblom | 3:14,6 | Q     |
| 3       | Thor Henning  | 3:16,0 | q     |
| 4       | Olle Dickson  |        |       |
| 5       | Paul Neeckx   |        |       |

Półfinał 2
| Miejsce | Zawodnicy      | Czas   | Kwal. |
| ------- | -------------- | ------ | ----- |
| 1       | Håkan Malmrot  | 3:09,0 | Q     |
| 2       | Arvo Aaltonen  | 3:12,4 | Q     |
| 3       | Ivan Stedman   | 3:16,0 | q     |
| 4       | Mike McDermott |        |       |

### Finał
| Miejsce | Zawodnicy     | Czas   |
| ------- | ------------- | ------ |
| 1       | Håkan Malmrot | 3:04,4 |
| 2       | Thor Henning  | 3:09,2 |
| 3       | Arvo Aaltonen | 3:12,2 |
| 4       | Jack Howell   |        |
| 5       | Ivan Stedman  |        |
| —       | Per Cederblom | DNF    |